# Takamiya-juku

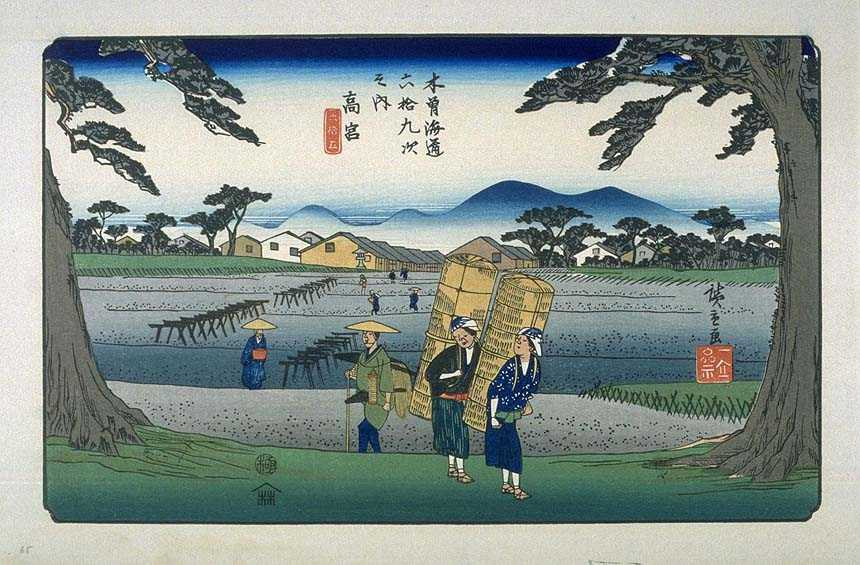
Takamiya-juku, estampe de Hiroshige de la série Les Soixante-neuf Stations du Kiso Kaidō.

Takamiya-juku (高宮宿, Takamiya-juku) était la soixante-quatrième des soixante-neuf stations du Nakasendō. Elle est située dans la ville moderne de Hikone, préfecture de Shiga au Japon sur la rive droite de la rivière Inukami. Elle s'étend du centre de la ville vers l'extérieur à l'est. Elle devint stations-relais peu après sa fondation originale durant l'époque Sengoku.

## Stations voisines
Nakasendō
Toriimoto-juku – Takamiya-juku – Echigawa-juku